# غوادرشام
غوادرشام (بالفارسية: گوادرشام) هي قرية تقع في قسم باهوكلات الريفي (مقاطعة تشابهار) في إيران. يقدر عدد سكانها بـ 104 نسمة بحسب إحصاء 2016.